# Ducati 1199 Panigale
La 1199 Panigale est un modèle de motocyclette du constructeur italien Ducati.
La 1199 Panigale est présentée lors du salon de la moto de Milan, le 7 novembre 2011.
Elle est la première machine de la catégorie Superbike à avoir un nom ; les précédentes, depuis la 851 jusqu'à la 1198, n'étant désignées que par leur cylindrée.
Son nom fait référence au quartier de Bologne, Borgo Panigale, où est implanté le siège de Ducati.

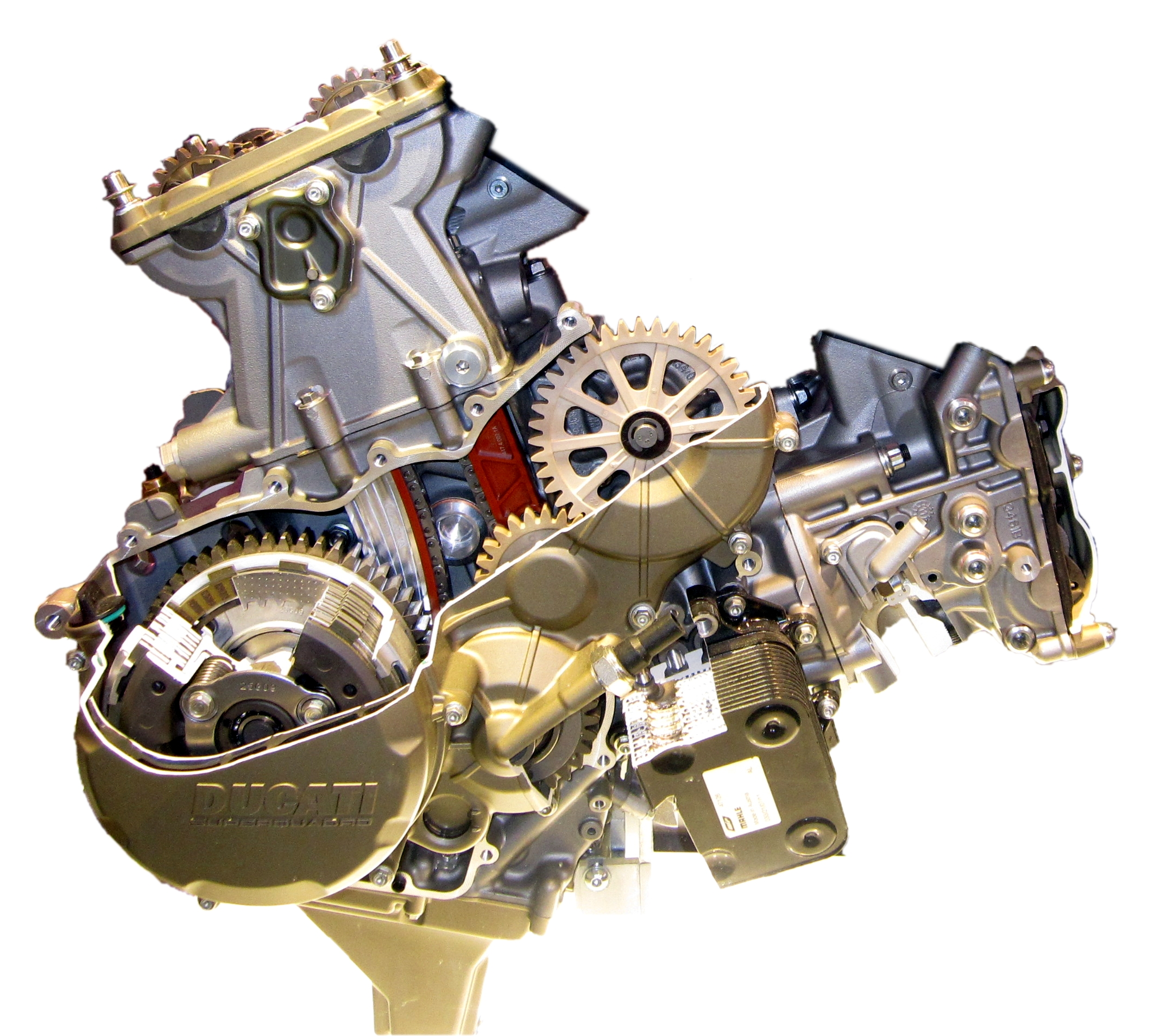
Écorché du moteur Superquadro.

La 1199 Panigale inaugure un nouveau moteur appelé Superquadro. C'est un bicylindre en V ouvert à 90°, 4 temps de 1 199 cm3. Il est annoncé pour 195 ch à 10 750 tr/min pour un couple de 13,5 mkg à 9 000 tr/min. L'entrainement de la distribution ne se fait plus par courroie mais par chaîne, dont le remplacement intervient à un kilométrage plus élevé.
Le cadre n'est plus un classique treillis tubulaire, comme de coutume chez Ducati depuis la 500 Pantah, mais une coque en aluminium assurant également la fonction de boîte à air.
Le freinage est confié à Brembo, avec à l'avant deux disques de 330 mm de diamètre avec des étriers radiaux à quatre pistons. L'arrière est composé d'un unique disque de 245 mm de diamètre avec un étrier double piston. La 1199 Panigale peut, en option, être pourvue d'un ABS.
Le système Riding Mode permet de choisir entre trois modes de conduite (course, sport ou pluie), paramétrant les autres béquilles électroniques.
Elle utilise le DTC (Ducati Traction Control, contrôle de traction), le DQS (Ducati Quick Shift, coupant l'allumage au passage d'un rapport, permettant de s'affranchir de débrayer) et l'EBC (Engine Break Control, antiblocage de la roue arrière au rétrogradage).
La commande des gaz adopte la technologie électronique Ride by Wire, se passant de câble d'accélérateur.
La 1199 Panigale est disponible à son lancement en trois versions : la standard, la S et la S Tricolore.
La 1199 Panigale S remplace la fourche télescopique Marzocchi et le monoamortisseur Sachs par des éléments Öhlins, couplé avec le système DES (Ducati Electronic Suspension), permettant le réglage automatique de la compression et de l'extension de l'amortisseur.
Les jantes forgées sont signées Marchesini. Le garde-boue avant est en carbone. Elle gagne également deux appendices aérodynamiques censés protéger le pilote.
La 1199 Panigale S Tricolore se pare d'une livrée rouge, blanche et verte, symbolisant le drapeau italien. Par rapport à la S, elle emporte de série l'ABS, l'instrument de télémétrie DDA+ (Ducati Data Analyser +, couplé à un GPS, permettant de mesurer les performances sur un circuit) et un échappement de compétition en titane.
Elles sont respectivement vendues 19 190, 23 990 et 28 990 €.
L'année suivante, Ducati annonce l'arrivée de la 1199 Panigale R, permettant d'homologuer la machine pour participer aux championnats Superbike. Les caractéristiques sont celles de la Panigale S Tricolore mais elle offre en plus un réservoir avec une bande en aluminium brossé, une bulle plus haute, un poids en baisse de 1,5 kg grâce à des éléments en fibre de carbone. Elle est vendue 32 252 €.
En 2013, une autre version voit le jour, la 1199 Superleggera. Série limitée à 500 exemplaires, elle a d'abord été proposée aux propriétaires de Desmosedici ou d'une Ducati R. La puissance grimpe à 200 ch à 11 500 tr/min pour un couple de 13,4 mkg à 10 200 tr/min. Le poids à sec annoncé descend à 155 kg, l'aluminium du cadre et des jantes étant remplacé par du magnésium, le vilebrequin est en tungstène. De série, elle est vendue avec un kit compétition se composant d'échappement Akrapovic.